# Culture du Limousin
 (août 2017).

## Langue

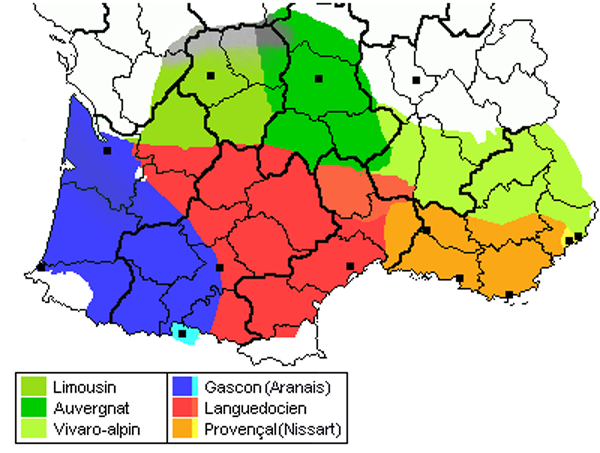
Carte des dialectes occitans (le marchois est en gris)

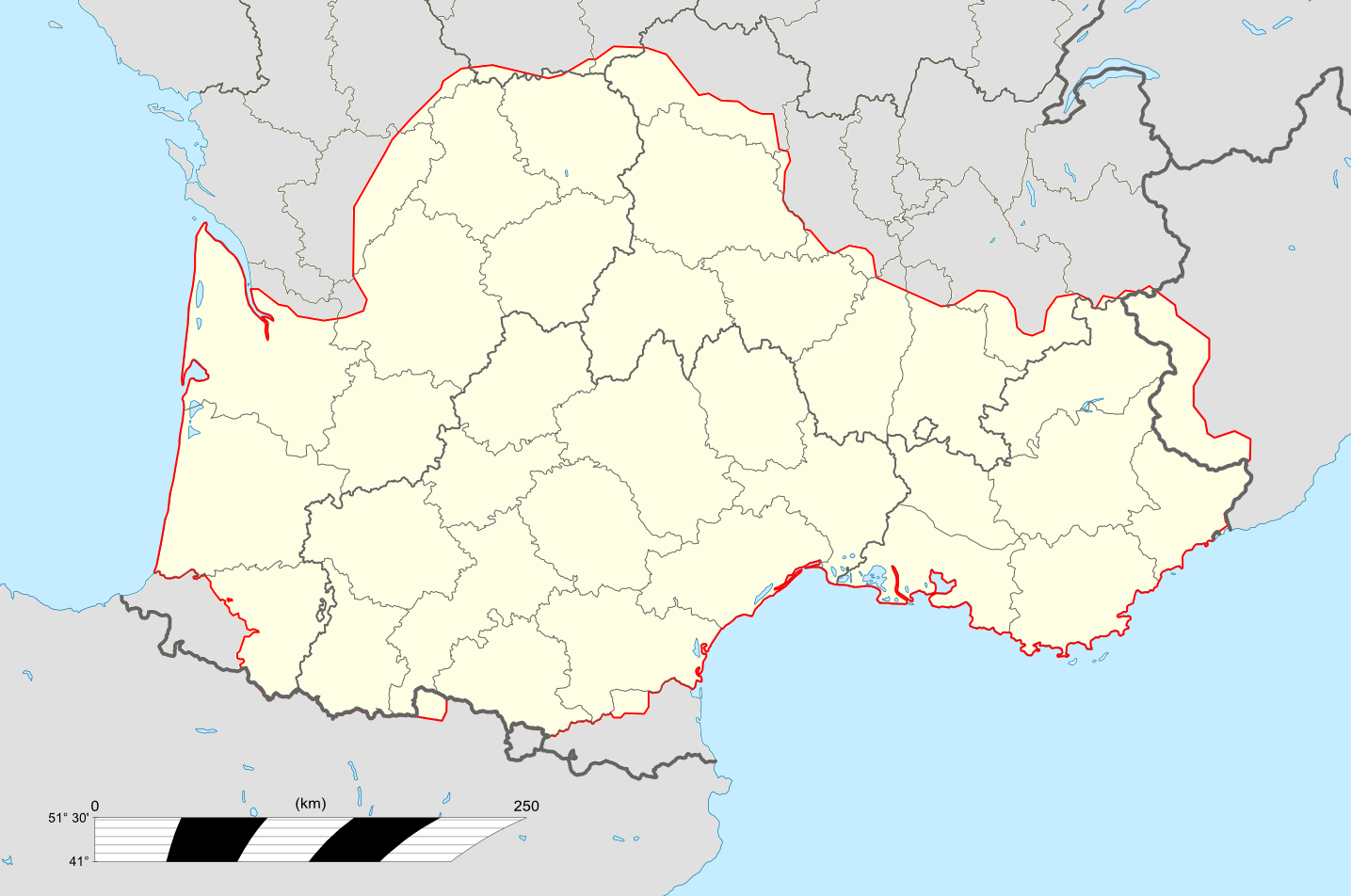
Le Limousin est entièrement en Occitanie

Jusqu'au XVIe siècle, la langue « officielle » est le limousin, langue régionale appartenant à la famille des langues d'Oc, dialecte de l'ensemble occitan. Le limousin reste la langue orale dominante jusqu'au début du XXe siècle, époque à partir de laquelle le français prend le dessus, reléguant peu à peu le limousin aux zones les plus rurales, où la langue est aujourd'hui encore parlée.
On trouve toutefois la trace de l'occitan limousin dans de nombreux patronymes et noms de lieux. La langue a également laissé sa trace dans les tournures de phrases (limousinismes) des Limousins, ainsi que dans leur accent.
Il existe deux écoles maternelles/primaires immersives occitanes (calandretas) dans la zone du dialecte limousin, l'une à Limoges, l'autre à Périgueux. Elles sont laïques, gratuites, et utilisent une pédagogie active et participative issue des théories de Freinet. Elles sont ouvertes à tous sans exception, y compris aux enfants dont les parents ne parlent pas la langue occitane. Elles participent à la transmission et à la continuité de la langue limousine en éduquant des enfants dans le bilinguisme occitan-français. Trois professeurs enseignent l'occitan limousin dans les collèges, les lycées et les I.U.T. en Limousin.
Désormais, la plupart des locuteurs réguliers sont âgés de plus de 50 ans, même si beaucoup de Limousins comprennent et connaissent des phrases et des expressions en occitan.

## Religion
- Ostensions limousines

## Littérature
- Conte limousin

En 2008, Laurent Bourdelas a publié le 1er ouvrage de référence consacré à la littérature du Limousin, de l'Antiquité à nos jours: "Du Pays et de l'exil - Un Abécédaire de la littérature du Limousin", postface de Pierre Bergounioux, Les Ardents Éditeurs. On y retrouve la plupart des écrivains, poètes, dramaturges originaires de la région ou s'y étant installés.  Ce livre, salué par Georges-Emmanuel Clancier, est rédigé dans un style alerte et fourmille de renseignements, souvent inédits ou ignorés.

## Musique et danse
La musique traditionnelle est encore très vivace en Limousin. De nombreux collectages depuis les années 1970 ont permis de restituer et de conserver des airs des joueurs du XXe siècle. Il ne faut cependant pas relier forcément la musique traditionnelle limousine aux costumes folkloriques et aux personnes relativement âgées.
La musique et la danses traditionnelles sont enseignées depuis 1987 au Conservatoire de Limoges.

## Cinéma et théâtre

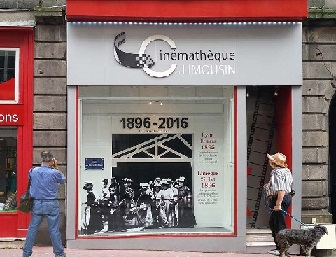
Devanture cinémathèque du limousin

Cinémathèque du Limousin

## Vie culturelle
- Coiffe (coiffure)
  - Le barbichet[1],[2].
  - La palhole (palhòla) chapeau en paille de seigle tressée[3]